# Cycle de la tour de garde

Le Cycle de la tour de garde est une œuvre de fantasy écrite par Guillaume Chamanadjian et Claire Duvivier. Il est composé de deux trilogies parues entre 2021 et 2023 aux éditions des Forges de Vulcain. Le cycle a été réédité au format poche par Le Livre de poche à partir de 2022. Il a également fait l'objet d'une traduction en italien à partir de 2024.

## Composition

### Capitale du sud
Capitale du sud est une trilogie écrite par Guillaume Chamanadjian.
1. Le Sang de la cité, Aux Forges de Vulcain, 2021  (ISBN 9782373051025)[1], réédition au Livre de Poche, 2022 (ISBN 9782253103523)[2]
2. Trois Lucioles, Aux Forges de Vulcain, 2022  (ISBN 9782373051094)[3], réédition au Livre de Poche, 2023 (ISBN 9782253103530)[4]
3. Les Contes suspendus, Aux Forges de Vulcain, 2023  (ISBN 9782373056952)[5], réédition au Livre de Poche, 2024 (ISBN 9782253106852)[6]

### Capitale du nord
Capitale du nord est une trilogie écrite par Claire Duvivier.
1. Citadins de demain, Aux Forges de Vulcain, 2021  (ISBN 978-2-37305-101-8 et 2-37305-101-X)[7], réédition au Livre de Poche, 2023 (ISBN 9782253106869)[8]
2. Mort aux geais !, Aux Forges de Vulcain, 2022  (ISBN 9782373056594)[9], réédition au Livre de Poche, 2024 (ISBN 9782253106876)[10]
3. L'armée fantoche, Aux Forges de Vulcain, 2023  (ISBN 9782373057072)[11], réédition au Livre de Poche, 2025  (ISBN 9782253106883)[12].

## Récompenses
- Le Sang de la cité : prix de La 25e heure du livre du Mans 2021.
- Le Sang de la cité : prix Libr'a Nous 2022[13].
- Le Sang de la cité : prix Imaginales 2022[14].
- Le Sang de la cité : prix Imaginales des bibliothécaires 2022.
- Le Sang de la cité : prix des lecteurs du Livre de poche 2023, catégorie imaginaire[15].
- Citadins de demain : prix Christine-Rabin 2022, décerné par La 25e heure du livre du Mans[16]
- Citadins de demain : prix Babelio 2022 dans la catégorie Imaginaire[17].
- Citadins de demain et Le Sang de la cité : prix Wojtek Siudmak du graphisme pour Elena Vieillard[18].
- Ensemble du Cycle de la Tour de Garde : Grand prix de l'Imaginaire, prix spécial 2024[19].

## Traductions
- (it) La Torre della Guardia, Capitale del Sud - Libro 1, Il sangue della Città, Salani, 2024, trad. Caterina Bartezzaghi, 352 p.[20]